# Wilfried Schmid
Wilfried Schmid (né le 28 mai 1943) est un mathématicien germano-américain qui étudie la théorie de Hodge, la théorie de la représentation, et les formes automorphes. Il a obtenu son Ph. D. à l'université de Californie à Berkeley en 1967, sous la direction de Phillip Griffiths, et a ensuite enseigné à Berkeley et à Columbia, avant de devenir professeur titulaire à Columbia, à l'âge de 27 ans. En 1978, il s'installe à l'université Harvard, où il enseigne les mathématiques.
En 2012, il devient fellow de l'American Mathematical Society.